# Epidendrum microglossoides
Epidendrum microglossoides är en orkidéart som beskrevs av Eric Hágsater och Dodson. Epidendrum microglossoides ingår i släktet Epidendrum och familjen orkidéer. Inga underarter finns listade i Catalogue of Life.